# Yvon Lévesque
Pour les articles homonymes, voir Lévesque.
Yvon Lévesque (né le 10 mars 1940 - ) est un homme politique québécois. Entre 2004 et 2011, il a été député à la Chambre des communes du Canada, représentant la circonscription québécoise d'Abitibi—Baie-James—Nunavik—Eeyou sous la bannière du Bloc québécois.

## Biographie
Né à Lac-au-Saumon, il a été électricien, contremaître, conseiller en relations de travail, représentant syndical et surintendant avant d'être élu en 2004, défaisant Guy Saint-Julien par 572 votes. 
Durant la Campagne électorale de 2011, il fut rappelé à l'ordre par son chef Gilles Duceppe en raison des propos jugés offensant envers son rival néo-démocrate Roméo Saganash. C'est finalement ce même rival néo-démocrate qui a remporté cette élection. Cela a marqué la fin de la carrière politique de M. Lévesque.